# Arlette Grosskost
Pour les articles homonymes, voir Grosskost.
Arlette Grosskost est une femme politique alsacienne née le 19 juillet 1953 à Wissembourg (Bas-Rhin). Elle fait partie du parti Les Républicains.

## Biographie
Suppléante RPR du candidat Joseph Klifa aux législatives de 1997, elle est deuxième sur la liste du sénateur Hubert Haenel aux élections régionales de 1998.
Elle est élue députée le 16 juin 2002, pour la XIIe législature (2002-2007), dans la 5e circonscription du Haut-Rhin.
Elle est réélue le 17 juin 2007, battant le socialiste Pierre Freyburger par 56,27 % contre 43,73 %. Pour protester contre la nomination du sénateur-maire socialiste Jean-Marie Bockel au gouvernement, elle s'inscrit seulement en tant qu'apparentée au groupe UMP.
Arlette Grosskost est également avocate d'affaires sans exercer sa profession pendant son mandat politique. Elle annonce sa candidature pour les élections municipales de 2008 à la tête de la liste UMP, mais se retire finalement fin août 2007 au profit d'une liste dite "d'ouverture" menée par Jean-Marie Bockel qui comprend Jean Rottner (suppléant de la députée) en 2e position ainsi que des éléments de l'UMP, du MoDem et de socialistes fidèles au maire.
Arlette Grosskost est réélue le 17 juin 2012 avec 55,76 % des voix avec son suppléant Olivier Becht dans une circonscription élargie (14 communes), à la suite du redécoupage électoral, qui comprend désormais le canton de Habsheim.
Membre signataire de la charte de la Droite populaire, collectif qu'elle quitte au printemps 2011, Arlette Grosskost soutient la candidature de François Fillon à la présidence de l'UMP et le courant France moderne et humaniste lors du congrès d'automne 2012.
Elle soutient Alain Juppé pour la primaire française de la droite et du centre de 2016.

## Mandats politiques nationaux
- 2012-2017 : député UMP de la cinquième circonscription du Haut-Rhin.
- 2007-2012 : député UMP de la cinquième circonscription du Haut-Rhin.
- 2002-2007 : député UMP de la cinquième circonscription du Haut-Rhin.

## Mandats politiques locaux
- 2010 - 2014 : vice-présidente du Conseil régional d'Alsace chargée des finances et des affaires générales
- 2004 - 2010 : vice-présidente du Conseil régional d'Alsace
- 1998 - 2015 : membre du Conseil régional d'Alsace

- 2001 - 2002 : membre du conseil municipal de Mulhouse (Haut-Rhin)

## Décorations
- Chevalier de la Légion d'honneur (2022)[2]